# Gryllodes
Gryllodes är ett släkte av insekter. Gryllodes ingår i familjen syrsor.
Kladogram enligt Catalogue of Life:
| Gryllodes | \| \| Gryllodes sigillatus \| \| \| \| \| \| Gryllodes supplicans \| \| \| \| |
|           | \| \| Gryllodes sigillatus \| \| \| \| \| \| Gryllodes supplicans \| \| \| \| |
|           | Gryllodes sigillatus                                                          |
|           |                                                                               |
|           | Gryllodes supplicans                                                          |
|           |                                                                               |